# 罗勒属
罗勒属（学名：Ocimum），为唇形科下面的一个属。它带有芳香气味，为一年生或多年生草本植物或灌木，其中大多数都生长在东半球的热带和温带。
属名Ocimum源于希腊语okimon，一种芳香植物。

## 下属物种
本属包括以下物种：
- 灰罗勒 Ocimum americanum ，生长于非洲热带。
- 罗勒 Ocimum basilicum ，也称甜罗勒，为常见的烹饪调料。大多数烹饪用或装饰用罗勒都来自该种。
  - 罗勒原变种 Ocimum basilicum var. basilicum
  - 巨罗勒 Ocimum basilicum var. majus
  - 疏柔毛罗勒 Ocimum basilicum var. pilosum
  - 肉桂罗勒 Ocimum basilicum var. cinnamon 
  - 泰国罗勒 Ocimum basilicum var. thyrsiflora，是一种常见的泰国饭调料，其浓香味接近八角，经常用于咖喱饭和炒菜。
- Ocimum campechianum
- Ocimum fruticulosum
- 丁香罗勒 Ocimum gratissimum 
  - 毛叶罗勒 Ocimum gratissimum var. suave
  - 丁香罗勒原变种 Ocimum gratissimum var. gratissimum
- Ocimum kilimandscharicum
- 圣罗勒 Ocimum sanctum ，在印度是一种宗教植物，通常用于茶饮、治疗和装饰。印度教中，毗湿奴派通常用它去朝拜毗湿奴。它也用于泰式烹饪中。
- Ocimum sebrabergensis Swanepoel & van Jaarsv.[1]
- 柠檬罗勒 Ocimum × africanum ，是灰罗勒与罗勒的杂交品种，它带有柠檬味，并常用于烹饪。

罗勒属植物也通常被用作鳞翅目幼虫的食物，關於台灣羅勒請參見小冠薰。